# Ноэ, Вирджилио
Вирджилио Ноэ (итал. Virgilio Noè; 30 марта 1922, Дзелато ди Берегуардо, Королевство Италия — 24 июля 2011, Рим, Италия) — итальянский куриальный кардинал. Заместитель Секретаря Конгрегации богослужения с 9 мая 1969 по 14 июля 1975. Заместитель Секретаря Конгрегации богослужения и дисциплины таинств с 14 июля 1975 по 21 октября 1977. Секретарь-адъюнкт Конгрегации богослужения и дисциплины таинств с 21 октября 1977 по 30 января 1982. Папский обер-церемониймейстер с 1 августа 1970 по 6 марта 1982. Титулярный архиепископ Вонкарии с 30 января 1982 по 28 июня 1991. Секретарь Конгрегации богослужения и дисциплины таинств с 30 января 1982 по 24 мая 1989. Председатель Постоянной Комиссии по охране исторических и художественных памятников Святого Престола с 24 мая 1989 по 8 марта 2003. Генеральный викарий государства-града Ватикан, Председатель Фабрики Святого Петра и архипресвитер Ватиканской патриаршей базилики с 1 июля 1991 по 24 апреля 2002. Кардинал-дьякон с титулярной диаконией Сан-Джованни-Боско-ин-виа-Тусколана с 28 июня 1991. Кардинал-священник с титулом церкви Регина Апостолорум с 26 февраля 2002.